# Коритњак (острво)
43° 46′ 55″ N 15° 20′ 13″ E / 43.78194° С; 15.33694° И
Коритњак је ненасељено острвце у хрватском дијелу Јадранског мора. Налази се у Корнатском архипелагу južno od rta Guljak pred ulazom u zaliv Koritnica na ostrvu Kornat, te oko 0,5 km sjeverozapadno od ostrvceta Gustac. Дио је Националног парка Корнати. Његова површина износи 0,12 km², док дужина обалске линије износи 1,54 km. Највиши врх је висок 49 m. Грађен је од кречњака кредне старости. Административно припада општини Муртер-Корнати у Шибенско-книнској жупанији.